# Archips myrrhophanes
Archips myrrhophanes is een vlinder uit de familie van de bladrollers (Tortricidae). De wetenschappelijke naam van de soort is, als Tortrix myrrhophanes ("Tortriz"), voor het eerst geldig gepubliceerd in 1931 door Edward Meyrick.

## Type
- holotype: "female. 20.VI.1979."
- instituut: BMNH, Londen, Engeland
- typelocatie: "China"

## Synoniemen
- Archips adornatus Liu, 1987
  - holotype: "female. 20.VI.1979."
  - instituut: IZAS, Beijing, China.
  - typelocatie: "China, Sichuan Province, Mt. Omei"
- Archips sayonae Kawabe, 1985
  - holotype: "male. 25-26.VII.1983. leg. A. Kawabe."
  - instituut: USNM, Washington, DC, USA
  - typelocatie: "Taiwan. Nantou Hsien, Nanshanchi"